# Kanton Pontault-Combault
Kanton Pontault-Combault is een kanton van het Franse departement Seine-et-Marne. Het kanton maakt deel uit van het arrondissement Torcy. Het heeft een oppervlakte van 32,75 km² en telt 68 461 inwoners in 2017, dat is een dichtheid van 2090 inwoners/km².

## Gemeenten
Het kanton Pontault-Combault omvatte tot 2014 enkel de gemeente Pontault-Combault (32.886 inwoners).
Door de herindeling van de kantons bij decreet van 18 februari 2014, met uitwerking in maart 2015, werden volgende 2 gemeenten eraan toegevoegd:
- Émerainville
- Roissy-en-Brie